# جعفریه (تویسرکان)
جعفریه یا قلعه جعفر بیک یا دوقلعه، روستایی از توابع بخش مرکزی شهرستان تویسرکان در استان همدان ایران است.
مرکز دهستان حیقوق نبی میباشد.شغل بیشتر مردم این روستا کاشی کاری وکشاورزی می‌باشد.
وجه تسمیه دوقلعه به خاطر وجود دو قلعه قدیمی مربوط به جعفربیک می باشد که جعفر بیک برادر آقابیک و اجل بیک بوده است لازم به ذکرست که درحال حاضر اثری از قلعه های آن زمان باقی نمانده ست.

## جمعیت
این روستا در دهستان حیقوق نبی قرار دارد و براساس سرشماری مرکز آمار ایران در سال ۱۳۹۵، جمعیت آن ۱۴۹۵ نفر (۴۸۷ خانوار) بوده‌است.